# Nik Turner
Nik Turner (26. srpna 1940, Oxford – 10. listopadu 2022) byl anglický saxofonista, flétnista a zpěvák. V letech 1969 až 1976 a znovu 1982 až 1984 byl členem skupiny Hawkwind. V roce 1978 založil skupinu Nik Turner's Sphynx, ve které spolu s ním hráli například Steve Hillage, Mike Howlett a Morris Pert. Skupiny se brzy rozpadla a Turner založil soubor Inner City Unit. Později se věnoval převážně sólové kariéře a různým dalším projektům, jako byla například skupina Space Ritual. Jeho album nazvané Space Gypsy vyšlo v září 2013 u vydavatelství Cleopatra Records.